# Charles Ferdinand Bentinck

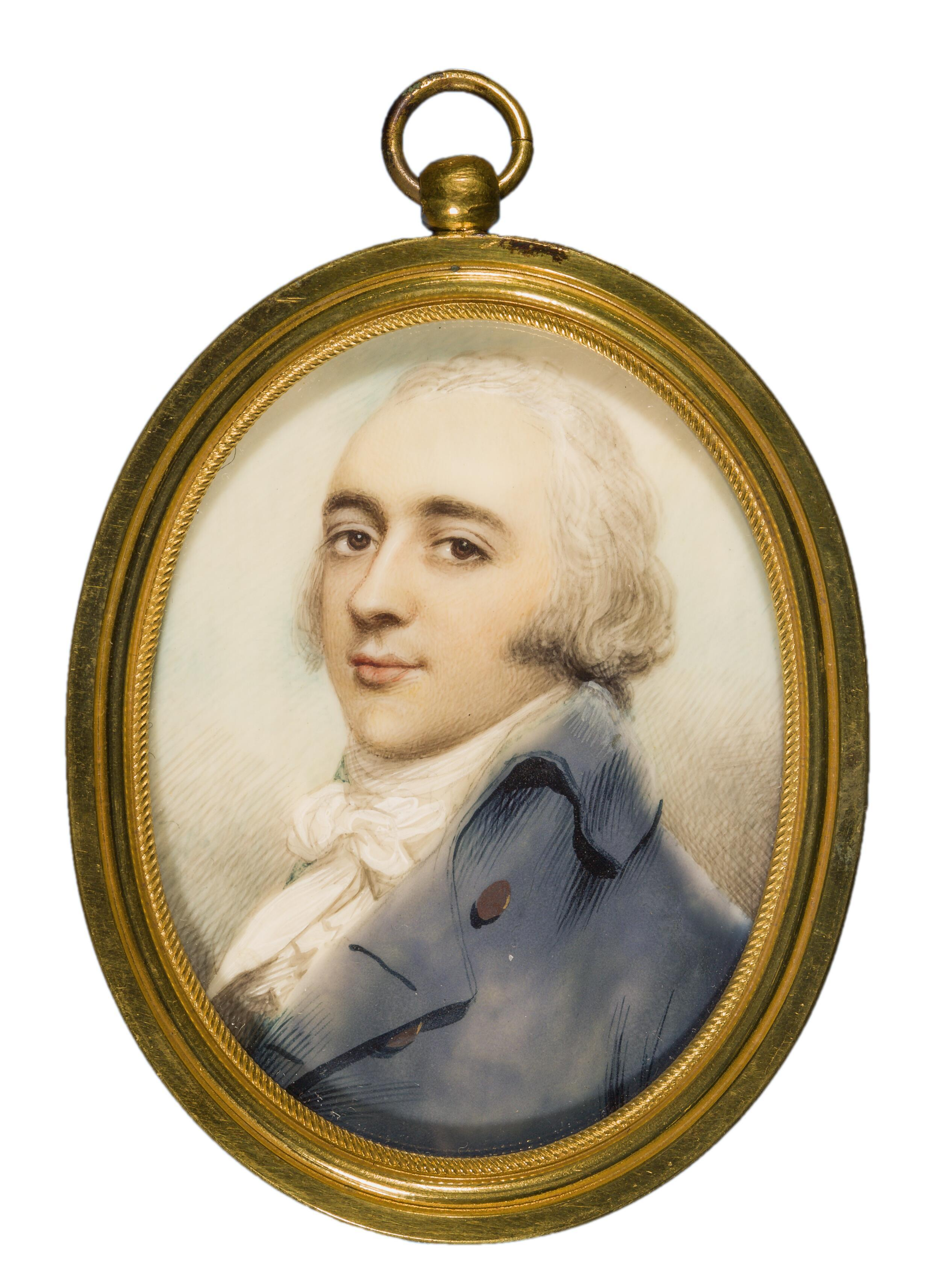
Charles Ferdinand Bentinck

Charles Ferdinand Bentinck (Den Haag, 20 augustus 1764 – Paramaribo, 8 november 1811) was een Nederlandse graaf uit het geslacht Bentinck. Van 1809 tot zijn dood in 1811 was hij gouverneur van Suriname.
Bentinck en zijn jongere broer Henry waren rond 1800 naar Engeland uitgeweken wegens de Bataafse Revolutie in hun vaderland. De Britse regering benoemde de beide broers tot gouverneur van respectievelijk Suriname en Demerary; Nederlandse koloniën die als gevolg van de napoleontische oorlogen door Britse troepen waren bezet. Ze vertrokken in april 1809 samen uit Engeland naar Nederlands-Guiana.
Charles Bentinck arriveerde op 2 mei 1809 te Paramaribo en nam de volgende dag zijn functie op zich, als opvolger van John Wardlau. Hij ontpopte zich tot een goedbedoelend bestuurder die echter een financieel wanbeheer voerde.
De Britse regering had al snel weinig vertrouwen in hem en stuurde daarom in 1810 brigadier-generaal Pinson Bonham naar de kolonie.
Nadat Bentinck in 1811 op 47-jarige leeftijd was overleden, nam Bonham het civiele bestuur op zich.